# Universitatea Carolină
Universitatea Carolină din Praga (în latină Universitas Carolina, în cehă Univerzita Karlova v Praze) este prima universitate din spațiul central european, întemeiată pe 7 aprilie 1348 de împăratul Carol al IV-lea de Luxemburg, al cărui nume îl poartă până în prezent.

## Facultăți

### Studenți
- Karel Čapek (1890-1938), scriitor
- Eduard Čech (1893-1960), matematician
- Věra Jourová (n. 1964), comisar european pentru justiție